# Triplete (fútbol)

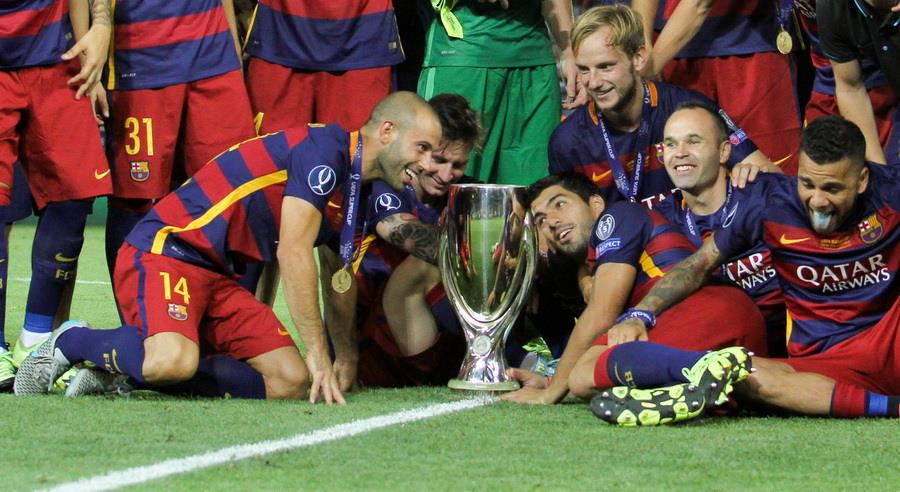
Triplete del Fútbol Club Barcelona en la temporada 2014-15.

El triplete es una expresión utilizada en el deporte para referirse a la consecución de tres títulos cualquiera seguidos en una misma temporada. De igual manera, el término es utilizado para sucesiones de un mismo título o competición, consecuciones para las que también se utilizan las denominaciones de triple corona o trébol, más presentes en el ámbito anglófono.

## Triplete de selecciones
Para las selecciones nacionales, lograr el «triplete» consiste en ganar, en una sucesión de tres, los títulos principales de selecciones: el campeonato continental de su respectiva confederación y el Mundial, seguido del otro, de forma alterna. En variante, sería la consecución de cada uno de ellos, sin atender al otro, siempre también en sucesión de tres. Cabe tener en consideración la importancia, en sus primeros años, de los Juegos Olímpicos, considerados hasta poco después del establecimiento del Mundial como el torneo más importante a nivel futbolístico. Es por ello que dichos triunfos estuvieron también considerados dentro de los títulos absolutos de combinados nacionales hasta 1948, fecha en la que se establecieron las primeras restricciones de participación y en donde la competición dejó de ser para selecciones absolutas.
Únicamente cinco selecciones han encadenado tres títulos oficiales de forma consecutiva en la historia del fútbol, siendo la Argentina la única en conseguirlo en dos ocasiones distintas (llegando las dos veces a los 4 títulos consecutivos). De ellas, solamente 2 alcanzaron el triplete competición continental-Mundial-competición continental (España 2008-2012 y Argentina 2021-2024):
- Uruguay: Campeonato Sudamericano 1923, Juegos Olímpicos de 1924 y Campeonato Sudamericano 1924.
- Italia: Copa Mundial de Fútbol de 1934, Juegos Olímpicos de 1936 y Copa Mundial de Fútbol de 1938.
- Francia: Copa Mundial de Fútbol de 1998, Eurocopa 2000 y Copa FIFA Confederaciones 2001.
- España: Eurocopa 2008, Copa Mundial de Fútbol de 2010 y Eurocopa 2012.
- Argentina:
  - Copa América 1991, Copa Rey Fahd 1992, Copa Artemio Franchi 1993 y Copa América 1993.
  - Copa América 2021, Copa de Campeones Conmebol-UEFA 2022, Copa Mundial de Fútbol de 2022 y Copa América 2024.

Atendiendo exclusivamente al campeonato continental, son cuatro las selecciones reconocidas con un «triplete continental»:
- Argentina: Campeonatos Sudamericanos de 1945, 1946 y 1947.
- Irán: Copa Asiática de 1968, 1972 y 1976.
- México: Copa de Oro de la Concacaf de 1993, 1996 y 1998.
- Egipto: Copa Africana de Naciones en 2006, 2008 y 2010.

Atendiendo exclusivamente al campeón vigente de todas las competiciones a nivel internacional posibles, solo Argentina cuenta con un «triplete internacional vigente»:
- Argentina: Copa América (2021 y 2024), Copa de Campeones Conmebol-UEFA 2022 y Copa Mundial de Fútbol de 2022.

## Tripletes de clubes europeos
Consiste en la obtención del título de «liga nacional», «copa nacional» y del máximo título continental de la confederación (Liga de Campeones de la UEFA / Liga de Campeones Femenina de la UEFA). Actualmente trece clubes (nueve en el fútbol masculino: un escocés, dos neerlandeses, dos ingleses, un español, un francés, un italiano, y un alemán; mientras que en el fútbol femenino son dos alemanes, un inglés, un francés y un español —único club que repite en el masculino—) siendo en orden cronológico los siguientes:
 Celtic F. C.
Fue el primer club en lograr completarlo bajo la dirigencia de Jock Stein, durante la temporada 1967, en ese año ganaron en primer lugar la Premier League de Escocia, con tres puntos de ventaja sobre el Glasgow Rangers, luego la Copa de Escocia contra el Aberdeen FC, y la Copa de Europa frente al FC Internazionale por dos goles a uno. En esa misma temporada consiguieron también la Copa de la Liga de Escocia, siendo también el primer equipo en conseguir un Cuadruplete en Europa.
 A. F. C. Ajax
Conquistó la Triple Corona durante la temporada de 1972, de la mano del entrenador rumano Ştefan Kovács. En la cual primero ganaron la Eredivisie, al solo conceder una derrota durante todo el campeonato; en la final de la Copa de los Países Bajos vencieron al ADO Den Haag, y finalmente obtuvieron la Copa de Europa frente al FC Internazionale con dos goles de Cruyff.
 P. S. V.
Bajo el mando de Guus Hiddink fue el tercer club europeo y el segundo neerlandés en conseguirlo; durante la etapa de 1988 ganó la Eredivisie, con 9 puntos de ventaja sobre el Ajax. En la final de Copa, superaron con dificultades al Roda JC por 3 goles a 2, y finalmente lograron llegar a la final de la Copa de Europa, a pesar de no ganar ningún partido de los cuartos de final, ni de semifinales, incluyendo la final, en la que vencieron al SL Benfica por 6-5 en la tanda de penales.
 Manchester United F. C.
Con Alex Ferguson de técnico durante la temporada de 1999 el club logró la obtención de la Premier League por delante del Arsenal. En la final de la FA Cup, se impuso al Newcastle por dos goles a cero. Y en final de la Liga de Campeones de la UEFA que jugaron contra el Bayern Múnich, el equipo inglés pasó casi todo el partido abajo en el marcador, pero durante el tiempo de reposición, lograron marcar dos goles en dos minutos para darle vuelta al resultado y llevarse el trofeo, gracias a Teddy Sheringham y Ole Gunnar Solskjær.
 F. F. C. Fráncfort
El equipo femenino del Eintracht Fráncfort fue el primer conjunto femenino en lograr un triplete, en la temporada de 2001-02 al obtener la Bundesliga, la Copa y la Copa de la UEFA que jugaron contra el Umeå Idrottsklubb, al que se impusieron por 0-2 con tantos de Steffi Jones y Birgit Prinz.
 Arsenal W. F. C.
El equipo femenino del Arsenal Football Club reeditó la hazaña de un triplete femenino en 2007 al obtener la Premier League National Division, la Copa y la Copa de la UEFA que jugaron contra el Umeå Idrottsklubb a doble partido, y al que se impusieron por un 0-1 global merced al tanto de Alex Scott.
 F. F. C. Fráncfort
En 2008 nuevamente fue el Eintracht Fráncfort quien logró el triplete, al vencer Bundesliga, Copa y la Copa de la UEFA ante el Umeå Idrottsklubb, su rival de 2002, al que vencieron por 3-2 con tantos de Conny Pohlers (2) y Petra Wimbersky.
 F. C. Barcelona
En 2009, durante la primera temporada de Pep Guardiola como entrenador del primer equipo, este logró llevar al club a la consecución de la Copa del Rey, frente al Athletic Club, luego, tres días después obtuvo el título de La Liga. La consagración llegó en la final de la Liga de Campeones de la UEFA donde logró derrotar al vigente campeón, el Manchester United, por dos goles a cero, con anotaciones de Samuel Eto'o y Lionel Messi.
 F. C. Internazionale
Un año después el equipo italiano logró también el triplete de la mano de José Mourinho, al conquistar de primero la Copa de Italia frente al AS Roma por un gol a cero, luego se adjudicó la Serie A compitiendo hasta las jornadas finales con la misma Roma, y en la final de la Liga de Campeones derrotaron al Bayern Múnich, por dos goles a cero, con anotaciones de Diego Milito. Esta final de la Liga de Campeones tuvo la particularidad de que también el Bayern llegaba con la posibilidad de ganar "el triplete" al coronarse campeón de la Bundesliga y la Copa de Alemania. Sin embargo los de Van Gaal no pudieron superar al Inter. Otro dato importantísimo es que Samuel Eto'o se convirtió en el único jugador de la historia en conseguir dos tréboles de forma consecutiva.
 Olympique Lyonnais Féminin
El equipo femenino del Olympique de Lyon consiguió el tercer triplete femenino en 2012 al obtener la Division 1, la Copa y la Liga de Campeones que jugaron contra el F. F. C. Fráncfort y al que se impusieron por 2-0 con tantos de Eugénie Le Sommer y Camille Abily. Fue además el primer conjunto francés en lograr la máxima competición continental desde que lo hiciera el Olympique de Marsella masculino en 1993.
 F. C. Bayern
En 2013 el conjunto bávaro dirigido por Jupp Heynckes, se convirtió en el primer equipo alemán en conseguir el triplete, al lograr Bundesliga, Liga de Campeones y Copa de Alemania.
El equipo muniqués, consiguió el título de la Bundesliga el 6 de abril al derrotar 1–0 al Eintracht Frankfurt, seis jornadas antes de la conclusión del campeonato y consiguiendo el récord de puntos. Posteriormente, en la primera final alemana en la historia de la Copa de Europa, el Bayern rompió su sequía y se alzó su quinto entorchado continental al derrotar 2–1 al Borussia Dortmund, en la final disputada en Wembley el 25 de mayo. Finalmente el triplete llegó el 1 de junio, cuando el equipo bávaro derrotó al Vfb Stuttgart en la final de la Copa de Alemania en el Olympiastadion de Berlín, con marcador final de 3–2.
 F. F. VfL Wolfsburg
El equipo femenino del VfL Wolfsburgo consiguió el triplete en 2013 al obtener la Bundesliga, la Copa y la Liga de Campeones que jugaron contra el ya mencionado Olympique Lyonnais Féminin y al que se impusieron por 1-0 con tanto de Martina Müller. Estuvo cerca de lograrlo también la temporada siguiente, pero no pudo vencer el torneo de Copa.
 F. C. Barcelona
En 2015, el equipo azulgrana, dirigido por Luis Enrique, se convirtió en el primer club europeo en repetir el triplete. Se alzó con el Campeonato Nacional de Liga en la penúltima jornada (J37), ante el Atlético de Madrid (0–1) en el Calderón, el 17 de mayo. Logró la Copa de SM El Rey en la final frente al Athletic Club (1–3), disputada en el Camp Nou de Barcelona el 30 de mayo. El 6 de junio, en la final de la Liga de Campeones disputada en Berlín, se impusieron a la Juventus de Turín (1–3), cerrando el «Triplete» y logrando su «Quinta» Copa de Europa. Cabe destacar que la Juventus FC también aspiraba al «Triplete», al haber conquistado previamente «Scudetto» y «Coppa».
 Olympique Lyonnais Féminin
El equipo femenino del Olympique de Lyon consiguió hacer historia con cuatro nuevos tripletes. El primero, en 2016 al obtener la Division 1, la Copa y la Liga de Campeones tras vencer al F. F. VfL Wolfsburg en los penlatis.
 Olympique Lyonnais Féminin
El equipo femenino del Olympique de Lyon consiguió el tercer triplete femenino en 2017 al obtener la Division 1, la Copa y la Liga de Campeones tras vencer al Paris Saint-Germain F. C. F. en los penlatis. Estuvo cerca de lograrlo también la temporada siguiente, pero no pudo vencer el torneo de Copa.
 Olympique Lyonnais Féminin
El equipo femenino del Olympique de Lyon consiguió el tercer triplete femenino en 2019 al obtener la Division 1, la Copa y la Liga de Campeones que jugaron contra el F. C. Barcelona Femenino y al que se impusieron por 4-1 con tantos de Dzsenifer Marozsán y un hat-trick de Ada Hegerberg.
 Olympique Lyonnais Féminin
El equipo femenino del Olympique de Lyon consiguió el tercer triplete femenino en 2020 al obtener la Division 1, la Copa y la Liga de Campeones que jugaron contra el F. F. VfL Wolfsburg y al que se impusieron por 3-1 con tantos de Eugénie Le Sommer, Saki Kumagai y Sara Björk Gunnarsdóttir. Con este título de la máxima competición continental igualaba la gesta del Real Madrid Club de Fútbol masculino en ser los únicos clubes en lograr la máxima competición continental cinco veces seguidas.
 F. C. Bayern
En 2020 el conjunto bávaro, dirigido por Hans-Dieter Flick, repitió el triplete, siendo el segundo equipo en Europa que consigue este logro en más de una ocasión junto al FC Barcelona. Ganó la Bundesliga con una diferencia de 13 puntos ante el segundo de la tabla, el Borussia Dortmund. En la Copa de Alemania se impuso en la final 4-2 ante el Bayer 04 Leverkusen y en la Liga de Campeones de la UEFA derrotó al Paris Saint-Germain Football Club, que también tenía la posibilidad de alzarse con el triplete, con un marcador de 1-0 en el Estádio da Luz de Lisboa. Fue su sexto título del torneo, y el primer equipo en la historia de la Liga de Campeones que lo logró ganando todos sus partidos, aunque se disputaron únicamente 11 encuentros, debido a las modificaciones por la pandemia de COVID-19.
 F. C. Barcelona Femenino
En 2021 el equipo femenino del Fútbol Club Barcelona logró el triplete al vencer el título de La Liga, Copa de la Reina y la Liga de Campeones, al vencer al Chelsea F. C. W. por 4-0 con tantos de Melanie Leupolz en propia puerta, Alexia Putellas, Aitana Bonmatí y Caroline Hansen.
 Manchester City F. C.
En el 2023, el equipo dirigido por Josep Guardiola logró el triplete al vencer, en el campeonato doméstico, al Arsenal F. C.; en la final de la FA Cup a su vecino de ciudad, Manchester United F. C., por 2-1; y en la Final de la Liga de Campeones de la UEFA 2022-23 al Inter de Milán por la mínima. De esta manera, se convierte en el segundo equipo inglés en lograrlo, tras lo hecho por su clásico rival en 1999.
 F. C. Barcelona Femenino
En 2024 el equipo femenino del Fútbol Club Barcelona logró el triplete al vencer el título de La Liga, Copa de la Reina y la Liga de Campeones, al vencer al Olympique Lyonnais Féminin por 2-0 con tantos de Aitana Bonmatí y Alexia Putellas.
 París Saint-Germain F. C.
En 2025, el equipo parisino consiguió el triplete europeo al conquistar la Ligue 1, al vencer al Stade de Reims en la final de la Copa de Francia, y al conquistar su primera Liga de Campeones de la UEFA al derrotar al Inter de Milan en la gran final, logrando así su primer triplete.

### Palmarés europeo

#### Triplete con máxima competición internacional
| Equipo                    | País         | Año  | Entrenador        | (Más títulos)                                                               |
| ------------------------- | ------------ | ---- | ----------------- | --------------------------------------------------------------------------- |
| Celtic F. C.              | Escocia      | 1967 | Jock Stein        | Cuadruplete (Copa de la Liga)                                               |
| A. F. C. Ajax             | Países Bajos | 1972 | Stefan Kovacs     | Quintuplete (Supercopa de Europa y Copa Intercontinental)                   |
| P. S. V.                  | Países Bajos | 1988 | Guus Hiddink      | —                                                                           |
| Manchester United F. C.   | Inglaterra   | 1999 | Alex Ferguson     | Cuadruplete (Copa Intercontinental)                                         |
| F. C. Barcelona           | España       | 2009 | Josep Guardiola   | Sextuplete (Supercopa de España, Supercopa de Europa y Mundial de Clubes)   |
| F. C. Internazionale      | Italia       | 2010 | José Mourinho     | Quintuplete (Supercopa de Italia y Mundial de Clubes con Rafa Benítez)      |
| F. C. Bayern Múnich       | Alemania     | 2013 | Jupp Heynckes     | Quintuplete (Supercopa de Europa y Mundial de Clubes con Josep Guardiola)   |
| F. C. Barcelona           | España       | 2015 | Luis Enrique      | Quintuplete (Supercopa de Europa y Mundial de Clubes)                       |
| F. C. Bayern Múnich       | Alemania     | 2020 | Hans-Dieter Flick | Sextuplete (Supercopa de Europa, Supercopa de Alemania y Mundial de Clubes) |
| Manchester City F. C.     | Inglaterra   | 2023 | Josep Guardiola   | Quintuplete (Supercopa de Europa y Mundial de Clubes)                       |
| París Saint-Germain F. C. | Francia      | 2025 | Luis Enrique      | Quintuplete (Supercopa de Francia y Supercopa de la UEFA)                   |

#### Triplete con segunda competición internacional
Otra modalidad de triplete continental europeo, consiste en lograr el título de «liga nacional», «copa nacional» y el «segundo título continental» de la confederación (UEFA). Actualmente cuatro clubes (un sueco, un turco, un portugués (x2) y un ruso) han logrado realizar este hecho, siendo en orden cronológico los siguientes:
| Equipo            | País     | Año  | Entrenador          | (Más títulos)                     |
| ----------------- | -------- | ---- | ------------------- | --------------------------------- |
| I. F. K. Göteborg | Suecia   | 1982 | Sven-Göran Eriksson | —                                 |
| Galatasaray S. K. | Turquía  | 2000 | Fatih Terim         | Cuadruplete (Supercopa de Europa) |
| F. C. Porto       | Portugal | 2003 | José Mourinho       | Cuadruplete (Supercopa)           |
| CSKA Moscú        | Rusia    | 2005 | Valery Gazzaev      | —                                 |
| F. C. Porto       | Portugal | 2011 | André Villas-Boas   | Cuadruplete (Supercopa)           |

#### Triplete nacional
Esta modalidad de triplete se aplica solo a países que realicen tres torneos en sus territorios, consistentes en lograr el título de «liga nacional», «copa nacional» y «copa de la liga nacional», torneos organizados por la federación de fútbol de cada país. Solo se podría dar este triplete en Inglaterra, Portugal y Escocia, solo para mencionar los países con torneos locales relevantes en Europa ya que, además de Inglaterra y Escocia, los demás países de las islas británicas (Gales, Irlanda del Norte e Irlanda) también tienen esta clase de competición, además de otras naciones europeas como Islandia, Moldavia e Israel (esta última no pertenece a Europa pero está afiliada a la UEFA). Otros países como Francia, Finlandia, Letonia, Hungría, España, Rusia, Grecia, Rumania, Alemania, Dinamarca, Bélgica, Bulgaria, Suiza, Polonia, Turquía, Noruega, Ucrania y, hasta las antiguas repúblicas de Alemania Oriental y Unión Soviética, tuvieron en algún momento este triplete local hasta que decidieron descontinuar, por diversas razones, sus Copas de Liga.
| Equipo                    | País              | Año  | Entrenador                    | (Más títulos)                                              |
| ------------------------- | ----------------- | ---- | ----------------------------- | ---------------------------------------------------------- |
| Shamrock Rovers           | Irlanda           | 1925 | S/D                           |                                                            |
| Bohemian F. C.            | Irlanda           | 1928 | S/D                           |                                                            |
| Shamrock Rovers           | Irlanda           | 1932 | S/D                           |                                                            |
| Rangers F.C               | Escocia           | 1949 | Bill Struth                   |                                                            |
| Shamrock Rovers           | Irlanda           | 1964 | Liam Tuohy                    |                                                            |
| Rangers F.C               | Escocia           | 1964 | Scot Symon                    |                                                            |
| Celtic F. C.              | Escocia           | 1967 | Jock Stein                    | Cuadruplete (Copa de Europa)                               |
| Celtic F. C.              | Escocia           | 1969 | Jock Stein                    |                                                            |
| Rangers F.C               | Escocia           | 1976 | Jock Wallace                  |                                                            |
| Rangers F.C               | Escocia           | 1978 | Jock Wallace                  |                                                            |
| Servette F.C              | Suiza             | 1979 | Peter Pazmandy                |                                                            |
| Levski Sofia              | Bulgaria          | 1984 | Vasil Metodiev                | Cuadruplete (Supercopa de Bulgaria)                        |
| CSKA Sofía                | Bulgaria          | 1989 | Dimitar Penev                 | Cuadruplete (Supercopa de Bulgaria)                        |
| Rangers F.C               | Escocia           | 1993 | Walter Smith                  |                                                            |
| Linfield F. C.            | Irlanda del Norte | 1994 | Roy Coyle                     | Cuadruplete (Supercopa de Irlanda del Norte)               |
| Rosenborg BK              | Noruega           | 1995 | Nils Arne Eggen               |                                                            |
| ÍA Akraness               | Islandia          | 1996 | Guðjón Þórðarson              |                                                            |
| Barry Town F. C.          | Gales             | 1997 | Gary Barnett                  |                                                            |
| Rosenborg BK              | Noruega           | 1999 | Nils Arne Eggen               |                                                            |
| Rangers F. C.             | Escocia           | 1999 | Dick Advocaat                 |                                                            |
| Bayern Munich             | Alemania          | 2000 | Ottmar Hitzfeld               |                                                            |
| Celtic F. C.              | Escocia           | 2001 | Martin O'Neill                |                                                            |
| Rosenborg BK              | Noruega           | 2003 | Ola By Rise                   |                                                            |
| Rangers F. C.             | Escocia           | 2003 | Alex McLeish                  |                                                            |
| Rhyl F. C.                | Gales             | 2004 | John Hulse                    |                                                            |
| Lincoln Red Imps F. C.    | Gibraltar         | 2004 | Mick McElwee                  | Cuadruplete (Supercopa de Gibraltar)                       |
| Brøndby IF                | Dinamarca         | 2005 | Johan Elmander                |                                                            |
| Lincoln Red Imps F. C.    | Gibraltar         | 2005 | Mick McElwee                  |                                                            |
| Linfield F. C.            | Irlanda del Norte | 2006 | David Jeffrey                 |                                                            |
| Lincoln Red Imps F. C.    | Gibraltar         | 2006 | Mick McElwee                  |                                                            |
| Lincoln Red Imps F. C.    | Gibraltar         | 2007 | Mick McElwee                  | Cuadruplete (Supercopa de Gibraltar)                       |
| Linfield F. C.            | Irlanda del Norte | 2008 | David Jeffrey                 |                                                            |
| Lincoln Red Imps F. C.    | Gibraltar         | 2008 | Mick McElwee                  | Cuadruplete (Supercopa de Gibraltar)                       |
| Debreceni VSC             | Hungría           | 2010 | András Herczeg                | Cuadruplete (Supercopa de Hungría)                         |
| Lincoln Red Imps F. C.    | Gibraltar         | 2011 | Mick McElwee                  | Cuadruplete (Supercopa de Gibraltar)                       |
| S.L. Benfica              | Portugal          | 2014 | Jorge Jesus                   | Cuadruplete (Supercopa de Portugal)                        |
| Lincoln Red Imps F. C.    | Gibraltar         | 2014 | Mick McElwee                  | Cuadruplete (Supercopa de Gibraltar)                       |
| Rosenborg BK              | Noruega           | 2015 | Kåre Ingebrigtsen             |                                                            |
| París Saint-Germain F. C. | Francia           | 2015 | Laurent Blanc                 | Cuadruplete (Supercopa de Francia)                         |
| Maccabi Tel Aviv F. C.    | Israel            | 2015 | Pako Ayestarán                |                                                            |
| Steaua Bucarest           | Rumania           | 2015 | Constantin Gâlcă              |                                                            |
| The New Saints F. C.      | Gales             | 2015 | Craig Harrison                | Cuadruplete (Supercopa de Gales)                           |
| The New Saints F. C.      | Gales             | 2016 | Craig Harrison                | Cuadruplete (Supercopa de Gales)                           |
| París Saint-Germain F. C. | Francia           | 2016 | Laurent Blanc                 | Cuadruplete (Supercopa de Francia)                         |
| Celtic F. C.              | Escocia           | 2017 | Brendan Rodgers               |                                                            |
| Celtic F. C.              | Escocia           | 2018 | Brendan Rodgers               |                                                            |
| París Saint-Germain F. C. | Francia           | 2018 | Unai Emery                    | Cuadruplete (Supercopa de Francia con Thomas Tuchel)       |
| Celtic F. C.              | Escocia           | 2019 | Brendan Rodgers / Neil Lennon |                                                            |
| Manchester City F. C.     | Inglaterra        | 2019 | Pep Guardiola                 | Cuadruplete (Community Shield)                             |
| París Saint-Germain F. C. | Francia           | 2020 | Thomas Tuchel                 | Cuadruplete (Supercopa de Francia con Mauricio Pochettino) |
| Celtic F. C.              | Escocia           | 2020 | Neil Lennon                   |                                                            |
| Chelsea F. C. W.          | Inglaterra        | 2025 | Sonia Bompastor               |                                                            |

## Tripletes de clubes sudamericanos
En Sudamérica (CONMEBOL), el considerado «triplete», incluye el campeonato nacional, Copa Libertadores y Copa Intercontinental o Mundial de Clubes, ya que en la gran mayoría de los países sudamericanos no se disputaban copas nacionales. Competencias nacionales de copa como la Copa de Brasil se comenzó a disputar desde 1989; la Copa Colombia, desde 2008; o la Copa Argentina desde 2011.
- En 1961, el club uruguayo Peñarol, fue el primer equipo en ganar el «triplete» en Sudamérica, al lograr la Primera División de Uruguay, la Copa Libertadores y la Copa Intercontinental. Repitió triple corona en 1982, con la Primera División de Uruguay, la Copa Libertadores y la Copa Intercontinental ante el Aston Villa inglés.

- En 1962 y 1963, el club brasileño Santos, se convirtió en el segundo club en lograr este «triplete», siendo el primero en lograrlo dos veces, alzándose consecutivamente con Brasileirão, Copa Libertadores y Copa Intercontinental.

- En 1971, el otro grande de Uruguay, Nacional, fue el tercer club en lograr el «triplete». Se alzó con la Primera División de Uruguay, la Copa Libertadores y la Copa Intercontinental, repitiendo nuevamente en 1980.[28]

- En 1979, el equipo guaraní del Olimpia, se convirtió en el cuarto club en lograr el «triplete», obteniendo la Primera División de Paraguay, la Copa Libertadores y la Copa Intercontinental ante el Malmö FF sueco.

- En 1986, River Plate se convirtió en el primer club argentino en lograr el «triplete», al ganar la Primera División de Argentina, la Copa Libertadores y la Copa Intercontinental ante el Steaua Bucarest rumano, ganando también la Copa Interamericana de 1987.[29]

- Boca Juniors es, hasta el momento, el último club en lograr el «triplete» por partida doble: en 2000 y 2003. Esos dos años, se alzó con la Copa Libertadores, la Copa Intercontinental (ante Real Madrid en 2000 y AC Milan en 2003) y uno de los dos torneos oficiales disputados en la Primera División de Argentina: Apertura 2000 y Apertura 2003.[30]

### Palmarés sudamericano
- Liga, Copa Libertadores y Copa Intercontinental:[31]

| Equipo             | País      | Temporada(s) |
| ------------------ | --------- | ------------ |
| C. A. Peñarol      | Uruguay   | 1961 y 1982  |
| Santos F. C.       | Brasil    | 1962 y 1963  |
| C. Nacional de F.  | Uruguay   | 1971 y 1980  |
| C. A. Boca Juniors | Argentina | 2000 y 2003  |
| Olimpia            | Paraguay  | 1979         |
| C. A. River Plate  | Argentina | 1986         |

Otros tripletes
Argentina
- En 1938, Independiente obtuvo el Campeonato de Primera División, la Copa Aldao -competencia oficial e internacional organizada en forma conjunta entre AFA/AUF- y la Copa Ibarguren, aunque esta última se organizó, por calendario, durante 1939.
- En 1940, Independiente obtuvo la Copa Ibarguren, la Copa Escobar y la Copa Aldao correspondientes a la temporada 1939.
- En 1968, Estudiantes de La Plata obtuvo tres de las cuatro competencias internacionales en disputa entre clubes sudamericanos y europeos: Copa Libertadores, Copa Intercontinental y Copa Interamericana, aunque esta última, por calendario, se organizó en febrero de 1969.
- En 1996, Vélez Sarsfield obtuvo el Torneo Clausura 1996 de Primera División, Supercopa Sudamericana 1996 y la Copa Interamericana 1996.
- En 2005, Boca Juniors obtuvo la Recopa Sudamericana 2005, Copa Sudamericana 2005 y el Torneo Apertura 2005 de Primera División.
- En 2014, River Plate obtuvo el Torneo Final, la Copa Campeonato y la Copa Sudamericana.
- En 2015, River Plate se coronó campeón de tres torneos oficiales organizados por Conmebol en un año calendario (Recopa Sudamericana 2015, en febrero; Copa Libertadores 2015, en agosto; y la Copa Suruga Bank 2015, también en agosto). Y es el único equipo sudamericano en lograr coronarse como campeón vigente de los cuatro títulos oficiales organizados o coorganizados por la CSF, habiendo ganado, previamente, la Copa Sudamericana 2014.
- En 2016, Lanús se consagró campeón del Campeonato de Primera División 2016 y luego superó a Racing Club en la Copa del Bicentenario de la Independencia y a River Plate en el partido correspondiente a la Supercopa Argentina, aunque ésta se disputó en febrero de 2017.
- En 2022, Boca Juniors obtuvo el campeonato de la Liga Profesional de Fútbol, la Copa de la Liga Profesional y la edición 2022 de la Supercopa Argentina, que se desarrolló en marzo de 2023.

Brasil
En Brasil, no hay club que haya logrado el triplete internacional, ganando el Brasileirão, la Copa de Brasil y la Copa Libertadores. Se muestran tripletes que incluyan Copa Libertadores o Brasileirão.
- En 1981, el Flamengo ganó el Campeonato Carioca, la Copa Libertadores y la Copa Intercontinental.
- En 1992 y 2005, el São Paulo ganó el Campeonato Paulista, la Copa Libertadores y la Copa Intercontinental.
- En 1993, São Paulo ganó la Recopa Sudamericana, la Copa Libertadores, la Supercopa Sudamericana y la Copa Intercontinental, constituyéndose en el único club brasileño en obtener los cuatro títulos internacionales oficiales que disputó durante una misma temporada.
- En 1993, el Palmeiras ganó el Campeonato Paulista, el Torneo Río-São Paulo y el Brasileirão.
- En 1996, el Grêmio ganó el Campeonato Gaúcho, la Recopa Sudamericana y el Brasileirão.
- En 2003, el Cruzeiro ganó el Campeonato Mineiro, la Copa de Brasil y el Brasileirão y se convirtió en el primer equipo de Brasil en conquistar el «triplete nacional»: Campeonato Brasileño, Copa do Brasil y campeonato doméstico estadual.
- En 2019, el Flamengo ganó el Brasileirão, la Copa Libertadores y el Campeonato Carioca.
- En 2020, la Sociedade Esportiva Palmeiras ganó el Copa de Brasil, la Copa Libertadores y el Campeonato Paulista.
- En 2021, el Atlético Mineiro ganó el Brasileirão, la Copa de Brasil y el Campeonato Mineiro.
- En 2022, la Sociedade Esportiva Palmeiras ganó el Brasileirão, la Recopa Sudamericana y el Campeonato Paulista.
- En 2023, la Sociedade Esportiva Palmeiras ganó el Brasileirão, la Supercopa Brasileña y el Campeonato Paulista.

Colombia
- En 2016, Atlético Nacional obtuvo Copa Colombia 2016, Superliga de Colombia 2016 y la Copa Libertadores 2016.

Chile
- En 2011, Universidad de Chile obtuvo dos torneos oficiales de Primera División de la temporada (Apertura 2011 y Clausura 2011) y la Copa Sudamericana.
- En 2016, Universidad Católica ganó el Clausura 2016, el Apertura 2016 y la Supercopa de Chile 2016.

Perú
- En 1975/1976, Alianza Lima ganó la Liguilla del Campeonato Descentralizado 1975, la Liguilla Final del Campeonato Descentralizado 1975 y la Copa Simón Bolívar 1976.
- En 1985, Universitario ganó el Torneo Regional, el Torneo Descentralizado y el Campeonato Descentralizado 1985.
- En 1991, Cristal ganó el Regional I, el Regional II y el Campeonato Descentralizado 1991.
- En 1997, Alianza Lima ganó el Torneo Apertura, el Torneo Clausura y el Campeonato Descentralizado 1997.
- En 2000, Universitario ganó el Torneo Apertura, el Torneo Clausura y el Campeonato Descentralizado 2000.
- En 2017, Alianza Lima ganó el Torneo Apertura, el Torneo Clausura y el Campeonato Descentralizado 2017.
- En 2018, Cristal ganó, el Torneo de Verano, el Torneo Apertura y el Campeonato Descentralizado 2018.

## Tripletes de clubes norte y centroamericanos
En Norteamérica, Centroamérica y el Caribe (Concacaf), el triplete lo compone la liga nacional, copa nacional y campeonato continental (Liga de Campeones de la Concacaf).
- El equipo mexicano Cruz Azul logró el triplete en dos ocasiones en 1969 y 1997, ganando la Primera División de México, la Copa México y la Copa de Campeones de la Concacaf.[32]
- En 1985 el equipo Defence Force de Trinidad y Tobago ganó la Copa de Campeones de la Concacaf, la TT Pro League y la Copa Trinidad y Tobago.[33]
- En la temporada 2019-20, el Club de Fútbol Monterrey consiguió un triplete tras ganar la Primera División de México, la Copa México y la Liga de Campeones de la Concacaf.[34][35][36]
- En la temporada 2023-24, el Club de Fútbol Pachuca de México ganó la Copa de Campeones de la CONCACAF, la copa del Derby de las Americas de la FIFA y la Copa Challenger de la FIFA, considerando así, un triplete internacional.

### Palmarés norte y centroamericano
- Liga, Copa nacional y Concachampions:

| Equipo                   | País              | Temporada   |
| ------------------------ | ----------------- | ----------- |
| Cruz Azul                | México            | 1969 y 1997 |
| Defence Force            | Trinidad y Tobago | 1985        |
| Club de Fútbol Monterrey | México            | 2020        |

## Tripletes de clubes africanos
- El equipo congoleño Mazembe consiguió el triplete en 1967, ganando la Linafoot, la Copa de Congo y la Liga de Campeones de la CAF.
- El otro equipo congoleño Vita Club también obtuvo el triplete al ganar en 1973 la Linafoot, la Copa de Congo y la Liga de Campeones de la CAF.
- El MC Alger de Argelia obtuvo las tres competiciones en 1976 al consagrarse campeón en la Algerian Championnat National, la Copa de Argelia y en la Liga de Campeones de la CAF.
- El equipo ghanés Hearts of Oak consiguió el triplete en el año 2000 al ganar la Liga Premier de Ghana, la Copa de Ghana y la Liga de Campeones de la CAF, siendo el último equipo que consigue un triplete en el siglo XX.
- En 2006 el club egipcio Al-Ahly consigue la Liga de Campeones de la CAF, la Primera División de Egipto y la Copa de Egipto, títulos a los que también se les suman los de Supercopa de la CAF y la Supercopa de Egipto, obteniendo así un quintuplete. Catorce años después, en 2020, Al-Ahly repitió el triplete de liga, copa y champions africana, y en 2023 volvió a conseguirlo.
- En el año 2011 el club de Túnez Espérance de Tunis consigue el éxito en la Liga Tunecina, la Copa de Túnez y la Liga de Campeones de la CAF venciendo al Wydad Casablanca.

### Palmarés africano
- Liga, Copa nacional y Liga de Campeones de la CAF:

| Equipo              | País        | Temporada(s)            |
| ------------------- | ----------- | ----------------------- |
| Al-Ahly S. C.       | Egipto      | 2006, 2007, 2020 y 2023 |
| TP Englebert        | R. D. Congo | 1967                    |
| A. S. Vita Club     | R. D. Congo | 1973                    |
| M. C. Alger         | Argelia     | 1976                    |
| Hearts of Oak S. C. | Ghana       | 2000                    |
| Espérance de Tunis  | Túnez       | 2011                    |

## Tripletes de clubes asiáticos

### Palmarés asiático
- Liga, Copa nacional y Liga de Campeones de la AFC:

| Equipo               | País           | Temporada(s) |
| -------------------- | -------------- | ------------ |
| Yomiuri              | Japón          | 1987         |
| Al-Hilal Saudi F. C. | Arabia Saudita | 2020         |

- Liga, Copa nacional y Copa de la AFC:

| Equipo                       | País      | Temporada(s) |
| ---------------------------- | --------- | ------------ |
| Central Coast Mariners F. C. | Australia | 2024         |

## Tripletes de clubes oceánicos

### Palmarés oceánico
- Liga, Copa nacional y Liga de Campeones de la OFC:

| Equipo              | País            | Temporada(s)            |
| ------------------- | --------------- | ----------------------- |
| Auckland City F. C. | Nueva Zelanda   | 2006, 2014, 2015 y 2022 |
| Waitakere United    | Nueva Zelanda   | 2008                    |
| Hienghène Sport     | Nueva Caledonia | 2019                    |